# Uruguayaans voetbalelftal in 1994
Het Uruguayaans voetbalelftal speelde slechts één interland in het jaar 1994, nadat de ploeg uit Zuid-Amerika zich niet had weten te plaatsen voor de WK-eindronde (1994) in de Verenigde Staten. Het duel betrof een vriendschappelijk duel tegen Peru, dat met 1-0 werd gewonnen door een treffer van debutant Darío Silva. In totaal maakten elf spelers hun debuut in die wedstrijd. De enige niet-debutanten in de ploeg van de eveneens debuterende bondscoach Héctor Núñez waren aanvoerder Pablo Bengoechea, Álvaro Gutiérrez, Diego Dorta, Andrés Martínez en Gustavo Méndez. Op de FIFA-wereldranglijst zakte Uruguay in 1994 van de 17de (januari 1994) naar de 37ste plaats (december 1994).

## Balans
| Wedstrijden | Wedstrijden | Wedstrijden | Wedstrijden | Doelpunten | Doelpunten | Doelpunten | Punten |
| Gespeeld    | Winst       | Gelijk      | Verlies     | Voor       | Tegen      | Saldo      | Punten |
| ----------- | ----------- | ----------- | ----------- | ---------- | ---------- | ---------- | ------ |
| 1           | 1           | 0           | 0           | 1          | 0          | +1         | 2.000  |

## Interlands
|                                                          |      |                |         |                                                                               |
| 19 oktober Copa Parra del Riego № 595 «onderlinge duels» | Peru | 0 – 1          | Uruguay | Estadio Nacional, Lima Toeschouwers: 8.000 Scheidsrechter: Antonio Amao (PER) |
| 19 oktober Copa Parra del Riego № 595 «onderlinge duels» |      | 8' Darío Silva |         | Estadio Nacional, Lima Toeschouwers: 8.000 Scheidsrechter: Antonio Amao (PER) |

## FIFA-wereldranglijst
| JAN | FEB | MAR | APR | MEI | JUN | JUL | AUG | SEP | OKT | NOV | DEC |
| --- | --- | --- | --- | --- | --- | --- | --- | --- | --- | --- | --- |
| 17  | 16  | 17  | 17  | 14  | 18  | 23  | 23  | 36  | 38  | 37  | 37  |

## Statistieken
| Claudio Arbiza   | 1967-03-03 | Defensor Sporting Club | 1 | 0 | 0 | 1  | 0 |
| Verdediging      |            |                        |   |   |   |    |   |
| Edgardo Adinolfi | 1974-03-27 | CA River Plate         | 1 | 0 | 0 | 1  | 0 |
| Diego López      | 1974-08-22 | CA River Plate         | 1 | 0 | 0 | 1  | 0 |
| Gustavo Méndez   | 1971-02-03 | Club Nacional          | 0 | 1 | 0 | 5  | 0 |
| Tabaré Silva     | 1974-08-30 | Defensor Sporting Club | 0 | 1 | 0 | 1  | 0 |
| Middenveld       |            |                        |   |   |   |    |   |
| Nelson Abeijón   | 1973-07-21 | Club Nacional          | 1 | 0 | 0 | 1  | 0 |
| Pablo Bengoechea | 1965-02-27 | Peñarol                | 1 | 0 | 0 | 19 | 2 |
| Diego Dorta      | 1971-12-31 | Peñarol                | 1 | 0 | 0 | 11 | 0 |
| Álvaro Gutiérrez | 1968-07-21 | Club Nacional          | 1 | 0 | 0 | 17 | 1 |
| Andrés Martinez  | 1972-10-16 | CA Osasuna             | 1 | 0 | 0 | 2  | 0 |
| Raúl Otero       | 1970-01-15 | CA River Plate         | 1 | 0 | 0 | 1  | 0 |
| Darío Delgado    | 1969-12-03 | Montevideo Wanderers   | 0 | 1 | 0 | 1  | 0 |
| Diego Tito       | 1971-08-16 | CA Bella Vista         | 0 | 1 | 0 | 1  | 0 |
| Aanval           |            |                        |   |   |   |    |   |
| Darío Silva      | 1972-11-02 | Peñarol                | 1 | 0 | 1 | 1  | 1 |
| Marcelo Otero    | 1971-04-14 | Peñarol                | 1 | 0 | 0 | 1  | 0 |
| Fernando Correa  | 1974-01-06 | CA River Plate         | 0 | 1 | 0 | 1  | 0 |

AUF · A-internationals · Selecties · Bondscoaches · Uruguayaans vrouwenelftal · Olympisch elftal · Uruguay U21 · Uruguay U20 · Uruguay U19 · Uruguay U18 · Uruguay U17
1900 – 1909 ·
1910 – 1919 ·
1920 – 1929 ·
1930 – 1939 ·
1940 – 1949 ·
1950 – 1959 ·
1960 – 1969 ·
1970 – 1979 ·
1980 – 1989 ·
1990 – 1999 ·
2000 – 2009 ·
2010 – 2019 ·
2020 – 2029
WK 1930 · 
WK 1950 · 
WK 1954 · 
WK 1962 · 
WK 1966 · 
WK 1970 ·
WK 1974 · 
WK 1986 · 
WK 1990 · 
WK 2002 · 
WK 2010 · 
WK 2014 · 
WK 2018
OS 1924 · 
OS 1928 ·
OS 2012
1902 · 
1903 · 
1904 · 
1905 · 
1906 · 
1907 · 
1908 · 
1909 ·
1910 · 
1911 · 
1912 · 
1913 · 
1914 · 
1915 · 
1916 · 
1917 · 
1918 · 
1919 ·
1920 · 
1921 · 
1922 · 
1923 · 
1924 · 
1925 · 
1926 · 
1927 · 
1928 · 
1929 ·
1930 · 
1931 · 
1932 · 
1933 · 
1934 · 
1935 · 
1936 · 
1937 · 
1938 · 
1939 ·
1940 · 
1941 · 
1942 · 
1943 · 
1944 · 
1945 · 
1946 · 
1947 · 
1948 · 
1949 ·
1950 · 
1951 · 
1952 · 
1953 · 
1954 · 
1955 · 
1956 · 
1957 · 
1958 · 
1959 ·
1960 · 
1961 · 
1962 · 
1963 · 
1964 · 
1965 · 
1966 · 
1967 · 
1968 · 
1969 ·
1970 · 
1971 · 
1972 · 
1973 · 
1974 · 
1975 · 
1976 · 
1977 · 
1978 · 
1979 ·
1980 · 
1981 · 
1982 · 
1983 · 
1984 · 
1985 · 
1986 · 
1987 · 
1988 · 
1989 ·
1990 ·
1991 · 
1992 · 
1993 · 
1994 · 
1995 · 
1996 · 
1997 · 
1998 · 
1999 · 
2000 · 
2001 · 
2002 · 
2003 · 
2004 · 
2005 · 
2006 · 
2007 · 
2008 · 
2009 · 
2010 · 
2011 · 
2012 · 
2013 · 
2014 · 
2015 · 
2016 ·
2017 ·
2018 ·
2019 ·
2020 ·
2021 ·
2022 ·
2023 ·
2024
Algerije ·
Angola ·
Argentinië ·
Australië ·
België ·
Bolivia ·
Brazilië ·
Bulgarije ·
Canada ·
Chili ·
China ·
Colombia ·
Costa Rica ·
Cuba ·
DDR ·
Denemarken ·
Duitsland ·
Ecuador ·
Egypte ·
Engeland ·
Estland ·
 Finland ·
Frankrijk ·
Georgië ·
Ghana ·
Guatemala ·
Haïti ·
Honduras ·
Hongarije ·
Ierland ·
India ·
Indonesië ·
Irak ·
Iran ·
Israël ·
Italië ·
Ivoorkust ·
Jamaica ·
Japan ·
Joegoslavië ·
Jordanië ·
Libië ·
Luxemburg ·
Maleisië ·
Mexico ·
Marokko ·
Nederland ·
Nicaragua ·
Nieuw-Zeeland ·
Nigeria ·
Noord-Ierland ·
Noorwegen ·
Oekraïne ·
Oezbekistan ·
Oman ·
Oostenrijk ·
Panama ·
Paraguay ·
Peru ·
Polen ·
Portugal ·
Roemenië ·
Rusland ·
Saarland ·
Saoedi-Arabië ·
Schotland ·
Senegal ·
Servië & Montenegro ·
Singapore ·
Slovenië ·
Sovjet-Unie ·
Spanje ·
Tahiti ·
Thailand ·
Trinidad en Tobago · 
Tsjechië ·
Tsjecho-Slowakije ·
Tunesië · 
Turkije ·
Venezuela ·
Verenigde Arabische Emiraten ·
Verenigde Staten ·
Wales ·
Zuid-Afrika ·
Zuid-Korea ·
Zweden ·
Zwitserland
Argentinië (1986) ·
België (1990) ·
Brazilië (1950) · 
Colombia (2014) ·
Costa Rica (2014) ·
Denemarken (1986) ·
Denemarken (2002) ·
Duitsland (2010) ·
Egypte (2018) ·
Engeland (2014) ·
Frankrijk (2002) ·
Frankrijk (2010) ·
Frankrijk (2018) ·
Ghana (2010) ·
Italië (1990) ·
Italië (2014) ·
Mexico (2010) ·
Nederland (1974) ·
Nederland (2010) ·
Portugal (2018) ·
Rusland (2018) ·
Saoedi-Arabië (2018) ·
Schotland (1986) ·
Senegal (2002) ·
Spanje (1990) ·
West-Duitsland (1986) ·
Zuid-Afrika (2010) ·
Zuid-Korea (1990) ·
Zuid-Korea (2010)